# Cascades Illilouette
Les cascades Illilouette són unes cascades de 110 m d'alçada situades al Parc Nacional de Yosemite. Pertany a l'Illilouette Creck, un afluent esquerre del riu Merced, en un petit canó lateral directament davant de les cascades Vernal, i és visible des del camí des de les cascades Vernal fins a les cascades Nevada. El millor punt de vista és el Panorama Trail, ja que baixa des del Glacier Point.
No hi ha camins a la base de les cascades, a diferència de les properes cascades Vernal, ja que el canó estret està inundat amb ràpids durant la temporada humida. És possible, encara que no és encoratjador, arribar a la base de les cascades durant els mesos de baix flux.